# Philipp Spitta (musicologue)
Pour les articles homonymes, voir Spitta.
Cet article concerne le musicologue. Pour le poète, voir Philipp Spitta (poète).
Julius August Philipp Spitta (né le 27 décembre 1841 à Wechold près de Hoya, et mort le 13 avril 1894 à Berlin) est un musicographe et musicologue allemand, surtout connu pour sa biographie de Jean-Sébastien Bach, parue en 1873 et fruit de longues recherches.

## Biographie
Il est fils du pasteur luthérien et poète Philipp Spitta (1801–1859), et de son épouse Johanna Maria Hotzen. Son père a composé un recueil d'hymnes intitulé Psalter und Harfe (Psautier et harpe). Son frère, Friedrich Spitta, est théologien et musicologue.
Philipp Spitta fils reçoit tout d'abord l'enseignement de précepteurs et apprend le piano, l'orgue et la composition. En 1856, il entre au collège à Hanovre et, deux ans plus tard, au lycée à Celle, où il obtint le baccalauréat en 1860. Le 20 avril de cette année, suivant le désir de ses parents, il s'inscrit en théologie à l'Université de Göttingen, mais, dès le premier semestre, suit uniquement l'enseignement magistral de la faculté de philosophie. Il s'inscrit en 1861 en philologie classique et soutient sa thèse de doctorat en 1864.
Dès le début de son séjour à Göttingen, il se fait des relations qui allaient lui permettre de participer à la vie musicale locale. Parmi ses premières connaissances figure Julius Otto Grimm (de), qui lui fait connaître Hermann Sauppe et, surtout, le gynécologue Eduard von Siebold, dont la fille Agathe connaît personnellement Johannes Brahms. Grâce à son activité et à ses connaissances en matière de musique, Spitta obtient bientôt une considération certaine et devient, en septembre 1861, membre et dirigeant des Blaue Sänger (de) - la chorale des étudiants de l'Université au sein du Sondershäuser Verband avec lesquels il remporte des succès remarqués.
Après la parution de sa biographie de Johann Sebastien Bach, il est nommé en 1875 professeur d'histoire de la musique à l'université de Berlin.
En 1877, Brahms lui dédie ses deux motets a cappella opus 74. Il donne des éditions importantes des compositions de Dietrich Buxtehude et Heinrich Schütz, favorisant ainsi leur redécouverte.
Il meurt à Berlin, à l'âge de 52 ans, le 13 avril. Il est inhumé dans un mausolée au cimetière protestant, le Neuer Zwölf-Apostel-Kirchhof [nouveau cimetière des Douze Apôtres] situé 5, Werdauer Weg dans le quartier de Tempelhof-Schöneberg.

## Œuvres

### Livres
- Ein Lebensbild Robert Schumanns, Leipzig, 1862
- Johann Sebastian Bach, Leipzig, 1873–1880, 1962
- Zur Musik, Berlin, 1892
- Musikgeschichtliche Aufsätze, Berlin, 1894

### Éditions musicologiques
- Dietrich Buxtehude, Orgelwerke, Leipzig, 1876–1877
- Heinrich Schütz, Sämtliche Werke, Leipzig, 1885–1894
- Friedrich der Große, Musikalische Werke, Leipzig, 1889